# 沁州
沁州（しんしゅう）は、中国にかつて存在した州。隋代から民国初年にかけて、現在の山西省長治市西部に設置された。

## 隋代
596年（開皇16年）、隋により潞州が分割され、沁州が置かれた。605年（大業元年）、沁州は廃止され、その管轄県は潞州に編入された。607年（大業3年）に州が廃止されて郡が置かれると、潞州は上党郡と改称された。617年（義寧元年）に上党郡が分割されて義寧郡が置かれた。隋代の行政区分に関しては下表を参照。
| 隋代の行政区画変遷 | 隋代の行政区画変遷 |
| 開皇16年 沁州      | 義寧元年 義寧郡    |
| ------------------ | ------------------ |
| 沁源県             |                    |
| 義寧県             | 和川県             |
| 銅鞮県             |                    |
| 綿上県             |                    |
| 安沢県             | -                  |

## 唐代
618年（武徳元年）、唐により義寧郡は沁州と改められた。742年（天宝元年）、沁州は陽城郡と改称された。758年（乾元元年）、陽城郡は沁州の称にもどされた。沁州は河東道に属し、沁源・和川・綿上の3県を管轄した。

## 宋代
981年（太平興国6年）、北宋により沁州は廃止され、沁源県は威勝軍に、和川県は平陽府に転属した。
1128年（天会6年）、金により威勝軍は沁州に昇格した。沁州は河東南路に属し、銅鞮・沁源・武郷・綿上の4県と南関鎮を管轄した。

## 元代
元のとき、沁州は晋寧路に属し、銅鞮・沁源・武郷の3県を管轄した。

## 明代以降
1369年（洪武2年）、明により沁州は直隷州に昇格した。1595年（万暦23年）、沁州は汾州府に転属した。1604年（万暦32年）、沁州は直隷州に昇格した。沁州直隷州は山西省に属し、沁源・武郷の2県を管轄した。
清のとき、沁州直隷州は山西省に属し、沁源・武郷の2県を管轄した。
1912年、中華民国により沁州直隷州は廃止され、沁県と改められた。